# Annie Starke
Annie Maude Starke (* 26. April 1988) ist eine US-amerikanische Schauspielerin.

## Leben
Annie Starke wurde 1988 als Tochter der Schauspielerin Glenn Close und des Produzenten John Starke geboren. Ihre Eltern hatten sich 1982 bei den Dreharbeiten zu Garp und wie er die Welt sah kennengelernt und waren von 1987 bis 1991 offiziell ein Paar. Sie besuchte das Hamilton College in Clinton (Oneida County, New York) und studierte Kunstgeschichte. 2011 debütierte sie in New York City am Westside Theatre an der Seite von Rumer Willis in Love, Loss and What I Wore.
2001 war Starke im Fernsehfilm South Pacific zu sehen, in dem ihre Mutter die Hauptrolle spielte. In Albert Nobbs (2011) spielte Starke die Rolle einer Kellnerin, in Wir gehören nicht hierher (2017) verkörperte sie an der Seite von Catherine Keener als Nancy Green deren Filmtochter Madeline Green. 
In Die Frau des Nobelpreisträgers (2017) von Regisseur Björn Runge mit Glenn Close als Joan Castleman ist Starke in Rückblenden als junge Joan zu sehen. Der Film erzählt die Geschichte von Joan Castleman und ihrem Mann, die nach Stockholm reisen, um den Literaturnobelpreis entgegenzunehmen und dabei auf ihr Leben zurückblicken. Auch in Wer ist Daddy? (2017) von Regisseur Lawrence Sher mit Glenn Close als Helen stellte Starke die Rolle der jungen Helen dar.
Starke ist seit Sommer 2018 mit dem Finanzmanager Marc Albu verheiratet.

## Filmografie (Auswahl)
- 1997: In der Abenddämmerung (In the Gloaming)
- 2001: South Pacific (Fernsehfilm)
- 2011: Albert Nobbs
- 2017: Wir gehören nicht hierher (We Don't Belong Here)
- 2017: Wer ist Daddy? (Father Figures)
- 2017: Die Frau des Nobelpreisträgers (The Wife)
- 2020: Ratched (Fernsehserie)